# Johann Adam von Krusenstern
Adam Johann von Krusenstern, également connu sous son nom en russe d'Ivan Fiodorovitch Krusenstern (Иван Фёдорович Крузенштерн), a été capitaine puis amiral de la marine impériale russe. Ce baron Allemand des pays baltes est né sujet de l'Empire russe à Haggud ou Hakude (faisant partie aujourd'hui du district de Rapla) le 19 novembre 1770. Il est mort à Kiltsi, près de Reval (aujourd'hui Tallinn) le 24 août 1846, dans le gouvernement d'Estland, aujourd'hui en Estonie. 
C'est aussi un hydrographe. Il est membre de l'Académie des sciences française et de l'Académie des sciences de Russie. Sa première circumnavigation a eu lieu au nom du tsar en 1803-1806. Il a fait paraître de nombreuses publications en russe, en allemand et en français de haute tenue.

## Biographie
En français, son nom usuel est Adam Jean, chevalier (ou baron) de Krusenstern. Il sert d'abord sur un bâtiment de guerre anglais en 1793, et par la suite sur des bâtiments marchands également anglais. Il fait des voyages aux Indes et en Chine. Le commerce avec l'Extrême-Orient devient le principal de ses projets et il écrit un mémoire sur les avantages d'une navigation russe d'Amérique en Chine (l'Alaska était alors russe) et sur le développement qui devait en résulter pour le commerce des peaux exercé par la compagnie russo-américaine. Ce mémoire, négligé par les ministres du tsar Paul Ier, est bien accueilli par Alexandre Ier, avec le soutien de l'amiral Mordvinov et du chancelier, le comte de Romanzov.
Krusenstern, nommé capitaine de la marine impériale, est chargé de commander une expédition scientifique et commerciale, avec la mission d'explorer les côtes de l'Amérique russe (c'est-à-dire l'Alaska) et les régions septentrionales de l'Asie. Un envoyé du tsar, M. de Résanov, accompagnant l'expédition, doit, si possible, renouer les relations avec l'empire japonais. L'escadre part de Kronstadt le 7 août 1803. Elle est composée de deux bâtiments, la Nadejda (signifiant Espoir ou Espérance) est commandée par Krusenstern, et la Néva, sous le commandement du lieutenant-capitaine Lisianski. Des savants, dont les noms ont acquis depuis une certaine célébrité, Wilhelm Gottlieb von Tilesius von Tilenau (1769-1857) et le baron von Langsdorff (1774-1852), naturalistes, et Johann Kaspar Horner, astronome, font partie de l'état-major. Quelques Japonais, naufragés en 1796 sur les îles Aléoutiennes sont confiés au commandant pour être ramenés dans leur pays.
Krusenstern franchit le cap Horn, visite les îles Marquises ainsi que l'île Washington (Kiribati) (Nouvelles-Marquises) ; il découvre sur la côte occidentale de Nuku Hiva un excellent port, auquel il donna le nom de Tchitehagov. Aux îles Sandwich (aujourd'hui Hawaii), il se sépara de la Néva, commandée par Lisianski. La mission de cet officier est d'explorer la côte nord-ouest d'Amérique. Krusenstern fait voile pour le Kamtchatka ; il y arrive le 14 juillet 1804 et en repart le 8 septembre. Il cherche vainement, ainsi que l'avaient fait les précédents navigateurs, les îles placées sur plusieurs cartes à l'est du Japon, ces îles d'or et d'argent rendues si fameuses par les récits espagnols. Le 7 octobre, les bâtiments russes sont en vue de Nagasaki.
L'accueil des Japonais est tendu. L'ambassadeur et l'équipage sont tenus prisonniers à bord durant tout leur séjour. La poudre et les armes sont consignées à terre. Une flottille de trente-deux jonques cerne le navire et lui interdit tout rapport avec les habitants. Les Hollandais paraissent n'être pas étrangers au maintien de cet isolement sévère et à ces dispositions hostiles. L'autorisation accordée à Laxman, en 1792, pour l'envoi ultérieur d'un navire de commerce, est tenue pour non avenue. La lettre de l'empereur de Russie avait été transmise à Edo (Tōkyō) : et après un séjour ou captivité de plusieurs mois, le 4 avril, Résanov reçoit une réponse négative et péremptoire du souverain japonais. On invite Résanov à s'éloigner au plus tôt pour ne plus revenir, et les Russes sont avertis d'avoir à remettre à l'avenir tous les Japonais naufragés aux Hollandais, qui les renverraient par la voie de Batavia (Djakarta). Ainsi l'ambassade aura échoué complètement.
Le 18 avril 1805, Krusenstern quitte le Japon. Il veut faire route entre la Corée et le Japon, et continuer sur la côte nord-ouest de l'île de Nipon (Honshū), la principale de cet empire, les recherches laissées incomplètes par la Pérouse, à cause du mauvais temps. Mais il éprouve les mêmes obstacles, et est obligé de se rendre directement au détroit de Sangar. Il côtoie le rivage ouest d'Yesso (Hokkaidō), et franchit le détroit de La Pérouse. Enfin il reconnaît et explore l'île de Tchoka (ou Sakhaline) et les îles Kouriles méridionales.
Krusenstern contribue grandement à étendre la géographie nautique et physique de ces régions, pour ainsi dire inconnues… Il enrichit également d'observations et de notions nombreuses et d'une grande valeur l'histoire naturelle, l'ethnographie et la linguistique. Par exemple, il regroupa dans un même archipel, les seize atolls qu'il baptise îles Gilbert (aujourd'hui Kiribati), du nom du capitaine britannique Thomas Gilbert qui les avaient traversées sans les explorer en 1788. Le comte de Résanov quitte le navire de Krusenstern au port de Petropavlovsk, dans le Kamtchatka et s'y signale par sa conduite inhumaine à l'égard d'une colonie japonaise. Krusenstern, après de nouvelles et importantes explorations dans la région des îles Kouriles et au nord de la Tartarie, vers l'embouchure du fleuve Amour, revient le 29 août à Petropavlovsk et le 30 novembre à Macao, où la Néva le rejoint le 3 décembre. Les peaux apportées par ce dernier navire sont vendues à Canton pour un prix considérable. Il quitte la Chine le 9 février 1806 et il est à Kronstadt le 30 août, la Néva étant arrivée le 17 août. Pendant la durée de l'expédition, c'est-à-dire trois ans et douze jours, Krusenstern n'a pas perdu un seul homme. Ce rare bonheur est moins dû à sa sollicitude paternelle envers ses marins qu'à son éminente capacité maritime. C'est le premier Russe à accomplir un tour du monde.
Krusenstern meurt le 24 août 1846 dans son domaine, le château d'Aß dans le gouvernement d'Estland, aujourd'hui manoir de Kiltsi en Estonie. Il est enterré à la Cathédrale Sainte-Marie de Tallinn.

## Œuvre
- Johann Adam von Krusenstern (trad. de l'allemand), Voyage autour du monde. La première expédition maritime russe autour du monde à bord de la Nadiejeda et de la Néva : 1803-1806. Présenté et annoté par Marc Delpech, Besançon, la Lanterne magique, 2012, 480 p. (ISBN 978-2-916180-14-4)

Krusenstern publie la relation de son voyage sous le titre de Voyage autour du monde dans les années 1803-1806, Saint-Pétersbourg, 1810-1812, 4 volumes et atlas de 104 cartes (en allemand). Cet ouvrage est bientôt traduit dans la plupart des langues de l'Europe. On doit rattacher à ce récit celui de Lisianski : Description d'un voyage autour du monde, Saint-Pétersbourg, 1810.13, 2 volumes in-8° (en russe), traduit en allemand par Pansner, celui de Langsdorff : Observations sur un voyage autour du monde dans les années 1803-7, Francfort, 1812, 
2 volumes in-8° avec planches, et l'ouvrage de Tilesius : Fruits pour l'histoire naturelle de la première circumnavigation impériale russe accomplie sous le commandement de Krusenstern, Saint-Pétersbourg et Leipzig, 1813, in-8° (en allemand).
Adam von Krusenstern : Voyage autour du monde- La première expédition maritime russe autour du monde à bord de la Nadiejeda et de la Néva : 1803-1806. Présenté et annoté par Marc Delpech, éd. la Lannterne magique, 2012.
Krusenstern lui-même publie d'autres ouvrages qui complètent l'exposé de ses travaux : ce sont notamment le Recueil des mots provenant des idiomes de certains peuples de l'Asie orientale et de la côte nord-ouest de l'Amérique, Saint-Pétersbourg, 1813, in-4° (en allemand) ; Mémoires pour l'ethnographie du Grand Océan, Leipzig, 1819 (en allemand) ; Atlas de l'Océan Pacifique Saint-Pétersbourg, 1824-27, 2 volumes ; Recueil des mémoires hydrographiques pour servir d'analyse et d'explication à l'Atlas de l'Océan pacifique, Saint-Pétersbourg, 1824-27.2 volumes (en français) ; et les suppléments, ou Recueil des mémoires hydrographiques, Saint-Pétersbourg, 1835. Enfin, il publie de nombreux opuscules ou articles dans plusieurs recueils allemands, cités dans le Conversations lexicon (t. 9, 10e édit.).
La montagne plus haute de la Nouvelle-Zemble est le Mont Krusenstern et l'île de la Petite Diomède (Alaska) est parfois appelée île Krusenstern.

## Famille
Johann Adam von Krusenstern épouse le 17 septembre 1801 Julianne Charlotte von Taube (1784-1849) qui lui donne six enfants :
- Otto von Krusenstern (1802-1881), lieutenant-général, épouse Élisabeth Afinkiev (1821-1892) ;
- Julius von Krusenstern (1807-1888), conseiller secret actuel, sénateur, correspondant de Thiers et de Guizot, épouse Élisabeth Fuhrmann (1821-1878) ;
- Paul von Krusenstern (1809-1881), vice-amiral de la flotte impériale russe, épouse Wilhelmine von Kotzebue (1812-1851) et en 1853 Pauline von Zeppelin (1828-1887) ;
- Emil von Krusenstern (1811-1897), épouse Sophie Buckowska (1835-1903) ;
- Charlotte von Krusenstern (1816-1881), épouse le diplomate prussien Félix Théodore von Bernhard (1802-1885) ;
- Julie Wilhelmine von Krusenstern (1819-1876).
- Famillie from Poland from Adam Johan Von Krusenstern www.krusenstern.pl